# Marsk

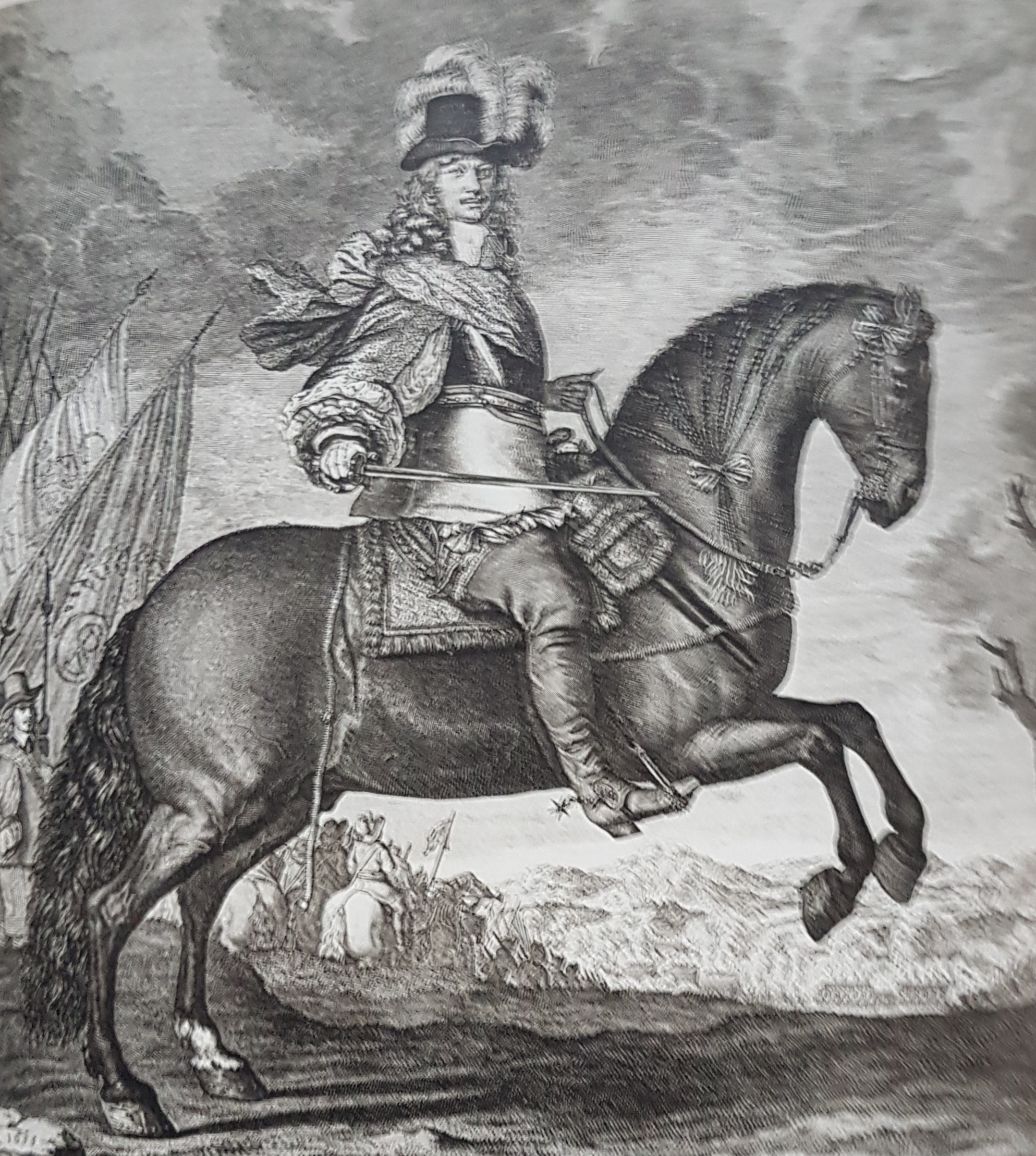
Sveriges senaste marsk Carl Gustaf Wrangel

Marsk är en ursprungligen medeltida dansk och svensk ämbetsmannatitel med karaktär av militärt överbefäl. Det är en sammandragen form av marskalk, vars ursprungliga betydelse är hästsven (hästhållare/hästskötare).
Marskämbetet omnämns för första gången i Sverige 1268 och var sannolikt en efterföljare till posten som stallare, som under 1200-talets första hälft nämns som chef för kungens hird. Ämbetet förekommer oregelbundet under medeltiden som en aristokratisk hederstitel utan bestämda tjänsteplikter. När marsken Torgils Knutsson blev rikets egentliga ledare under Birger Magnussons minderårighet på 1290-talet berodde det därför på hans personliga inflytande snarare än att han innehade marskämbetet.
Erik av Pommern utnämnde 1435 Karl Knutsson (Bonde) till rikets marsk. Ansatser gjordes samtidigt att bestämma marskens och andra höga riksämbetsmäns uppgifter och plikter. Ett förslag till unionsfördrag från 1436 stadgade att marsken skulle föra befäl över svenska hären och, tillsammans med drotsen, skipa rätt och styra landet i kungens frånvaro. I Karl Knutssons person blev marsken rikets främste man, men efter att han själv hade bestigit tronen reducerades dock ämbetet och under riksföreståndarnas tid förblev det tomt.
Under äldre vasatiden var marsken en mäktig militär ämbetsman utan bestämda befogenheter. Lars Siggesson (Sparre), som ledde Gustav Vasas arméer under Dackefejden, utnämndes till marsk genast efter kungens trontillträde 1523 och behöll värdigheten till sin död 1554. I Erik XIV:s hovordning omtalas marsken som en av kungens fyra sekreta råd, med uppgift att dels beställa krigssakerna, dels tjänstgöra i vissa ceremonier och festligheter vid hovet. Ytterligare arbetsbeskrivningar för marskämbetet gjordes under Johan III och Sigismund, dock utan att det fick några praktiska resultat.
När Jakob De la Gardie utnämndes till marsk 1620 infogas dock ämbetet slutligen i den uppväxande centrala förvaltningen. Marsken blev 1630 president i den samtidigt inrättade Krigsrätten. I samband med 1634 års regeringsform ändrades namnet till Krigsrådet, men den vanliga benämningen var Krigskollegium. Kollegiet var ett centralt ämbetsverk och flertalet ärenden rörande lantförsvaret fördes dit. Riksmarsken kan sägas motsvara en kombinerad krigsminister och överbefälhavare och var den andre i rang av de fem höga riksämbetsmännen. Riksmarskens bisittare var två krigsråd som ingick i riksrådet och hade militär bakgrund.
Riksmarskens ställning som chef för krigsförvaltningen varade något mindre än ett halvt århundrade. Jakob De la Gardie dog 1652 och efterträddes av Gustaf Horn. Efter dennes död 1657 lämnade Karl X Gustav ämbetet obesatt, tills han på sin dödsbädd utnämnde sin bror, hertig Adolf Johan av Pfalz-Zweibrücken, till riksmarsk. Utnämningen blev dock underkänd av rådet och ständerna, och dessa upphöjde i stället fältmarskalken Lars Kagg till riksmarsk. Han dog 1661 och fick först vid riksdagen 1664 en efterträdare i Carl Gustaf Wrangel, den siste riksmarsken. Under det karolinska enväldet inskränktes riksmarsken och Krigskollegiums åligganden kraftigt och omfattade därefter huvudsakligen materialfrågor och vissa ekonomiska ärenden. När Wrangel dog 1676 lämnades ämbetet obesatt och först 1697 tillsattes en ny ordinarie chef för Krigskollegium med titeln president. Till skillnad från kansler- och drotsämbetena blev marskämbetet inte återupprättat i slutet av 1700-talet.

## Sveriges marskar
| Namn                             | Bild                  | Födelse                         | Tillträde                                          | Frånträde                                                           | Död                                                                         | Källor      |
| -------------------------------- | --------------------- | ------------------------------- | -------------------------------------------------- | ------------------------------------------------------------------- | --------------------------------------------------------------------------- | ----------- |
| Karl Gustafsson                  |                       | Okänt                           | Under kung Magnus Ladulås regeringstid (1275–1290) | sannolikt 1280                                                      | efter 1280                                                                  | [ 1 ]       |
| Magnus Haraldsson                |                       | Okänt                           | 1280                                               | 1281                                                                |                                                                             |             |
| Håkan Tunesson                   |                       | Okänt                           | 1281                                               | 1288                                                                |                                                                             |             |
| Håkan Mattsson den äldre         |                       | Okänt                           |                                                    | 1289                                                                |                                                                             | [ 2 ]       |
| Torgils Knutsson                 |                       | Okänt                           | 1289?                                              | 6 december 1305 fängslad och avsatt av hertigarna Erik och Valdemar | 10 februari 1306 avrättad                                                   |             |
| Matts Håkansson (Vinstorpaätten) |                       | Okänt                           |                                                    | 1310                                                                |                                                                             | [ 2 ]       |
| Håkan Jonsson Läma               |                       | Okänt                           | 1312                                               | 1318                                                                | Okänt                                                                       |             |
| Erengisle Näskonungsson          |                       | Okänt                           | 1318                                               | 1324                                                                | 1328                                                                        | [ 2 ]       |
| Knut Bryniolfsson                |                       | Okänt                           | 1330?                                              | 1331?                                                               | 1333                                                                        | [ 3 ]       |
| Håkan Mattsson den yngre         |                       | Okänt                           | 1335?                                              | 1336?                                                               | 1337                                                                        | [ 2 ] [ 4 ] |
| Anund Finvidsson (Stallare)      |                       | Okänt                           | tidigast nämnd som marsk 1340                      | senast nämnd som marsk 1345                                         | Okänt                                                                       |             |
| Karl Ulfsson (Sparre av Tofta)   |                       | Okänt                           | 1364                                               | 1371                                                                | 17 februari 1410 (begravd detta datum)                                      |             |
| Sten Bengtsson (Bielke)          |                       | Cirka 1343                      | 1374                                               | 1387                                                                | 20 juli 1408                                                                |             |
| Erik Kettilsson (Puke)           |                       | okänt                           | 1388                                               | 1389                                                                | 1396                                                                        | [ 2 ] [ 5 ] |
| Karl Knutsson (Bonde)            |                       | 1 oktober 1408 eller 1409       | Oktober 1435                                       | Oktober 1438                                                        | 15 maj 1470                                                                 |             |
| Nils Stensson (Natt och Dag)     |                       | Okänt                           | Mars 1439                                          | November 1439                                                       | November 1439                                                               |             |
| Tord Karlsson (Bonde)            | Tord Karlssons sigill | Okänt                           | 1453 eller 1454                                    | 16 maj 1456 mördad                                                  | 16 maj 1456 mördad                                                          |             |
| Ture Turesson (Bielke)           |                       | Cirka 1425                      | 1457 marsk under Kristian I:s regeringstid         | 1464                                                                | 1490                                                                        |             |
| Svante Nilsson (Sture)           |                       | Cirka 1460                      | Under kung Hans regeringstid (1497–1501)           | Någon gång mellan 1501 och 1503                                     | 31 december 1511 eller 2 januari 1512                                       |             |
| Erik Abrahamsson (Leijonhufvud)  |                       |                                 | Januari 1513                                       | 8 september 1520                                                    | 8 september 1520                                                            |             |
| Lars Siggesson (Sparre)          |                       | Cirka 1492                      | Juni 1523                                          | 12 januari 1554                                                     | 12 januari 1554                                                             |             |
| Svante Sture d.y.                |                       | 1 maj 1517                      | 1560 eller 1561                                    | 1564 drabbad av kung Erik XIV:s onåd och avsatt                     | 24 maj 1567 anklagad av kung Erik för högförräderi och mördad i Sturemorden |             |
| Gustaf Olofsson (Stenbock)       |                       | Någon gång mellan 1502 och 1504 | 1569                                               | 24 maj 1571                                                         | 24 maj 1571                                                                 |             |
| Clas Eriksson Fleming            |                       | Cirka 1530                      | 1590                                               | 13 april 1597                                                       | 13 april 1597                                                               |             |
| Anders Lennartsson               |                       | Okänt                           | 1600                                               | 17 september 1605 stupad i slaget vid Kirkholm                      | 17 september 1605 stupad i slaget vid Kirkholm                              |             |
| Magnus Brahe                     |                       | 25 september 1564               | 1607                                               | 1612                                                                | 4 mars 1633                                                                 |             |
| Axel Ryning                      |                       | 1552                            | 1612                                               | 8 januari 1620                                                      | 8 januari 1620                                                              |             |
| Jakob De la Gardie               |                       | 20 juni 1583                    | 1620                                               | 12 augusti 1652                                                     | 12 augusti 1652                                                             |             |
| Gustaf Horn                      |                       | 22 oktober 1592                 | 1653                                               | 10 maj 1657                                                         | 10 maj 1657                                                                 |             |
| Adolf Johan av Pfalz-Zweibrücken |                       | 11 oktober 1629                 | 13 februari 1660                                   | 1 maj 1660                                                          | 14 oktober 1689                                                             |             |
| Lars Kagg                        |                       | 1 maj 1595                      | 1660                                               | 19 november 1661                                                    | 19 november 1661                                                            |             |
| Carl Gustaf Wrangel              |                       | 23 december 1613                | 13 maj 1664                                        | 25 juni 1676                                                        | 25 juni 1676                                                                |             |
| Namn                             | Bild                  | Födelse                         | Tillträde                                          | Frånträde                                                           | Död                                                                         | Källor      |

## Danmarks riksmarskar
| Namn        | Bild | Födelse   | Tillträde                                                          | Frånträde                                            | Död                        | Källor |
| ----------- | ---- | --------- | ------------------------------------------------------------------ | ---------------------------------------------------- | -------------------------- | ------ |
| Niels Hak   |      | före 1225 |                                                                    | Nämnd 1254 som kung Kristofer I av Danmark f.d marsk | levde 1282, död efter 1284 | [ 6 ]  |
| Tuve Galen  |      | ca 1320   | Före 1360 (under kung Valdemar Atterdags regeringstid (1340-1375)) | sannolikt 1376                                       | ca 1400                    | [ 7 ]  |
| Erik Banner |      | 1481      | 1541                                                               |                                                      | 1554                       |        |
| Namn        | Bild | Födelse   | Tillträde                                                          | Frånträde                                            | Död                        | Källor |